# Товарищество нефтяного производства Лианозова сыновей

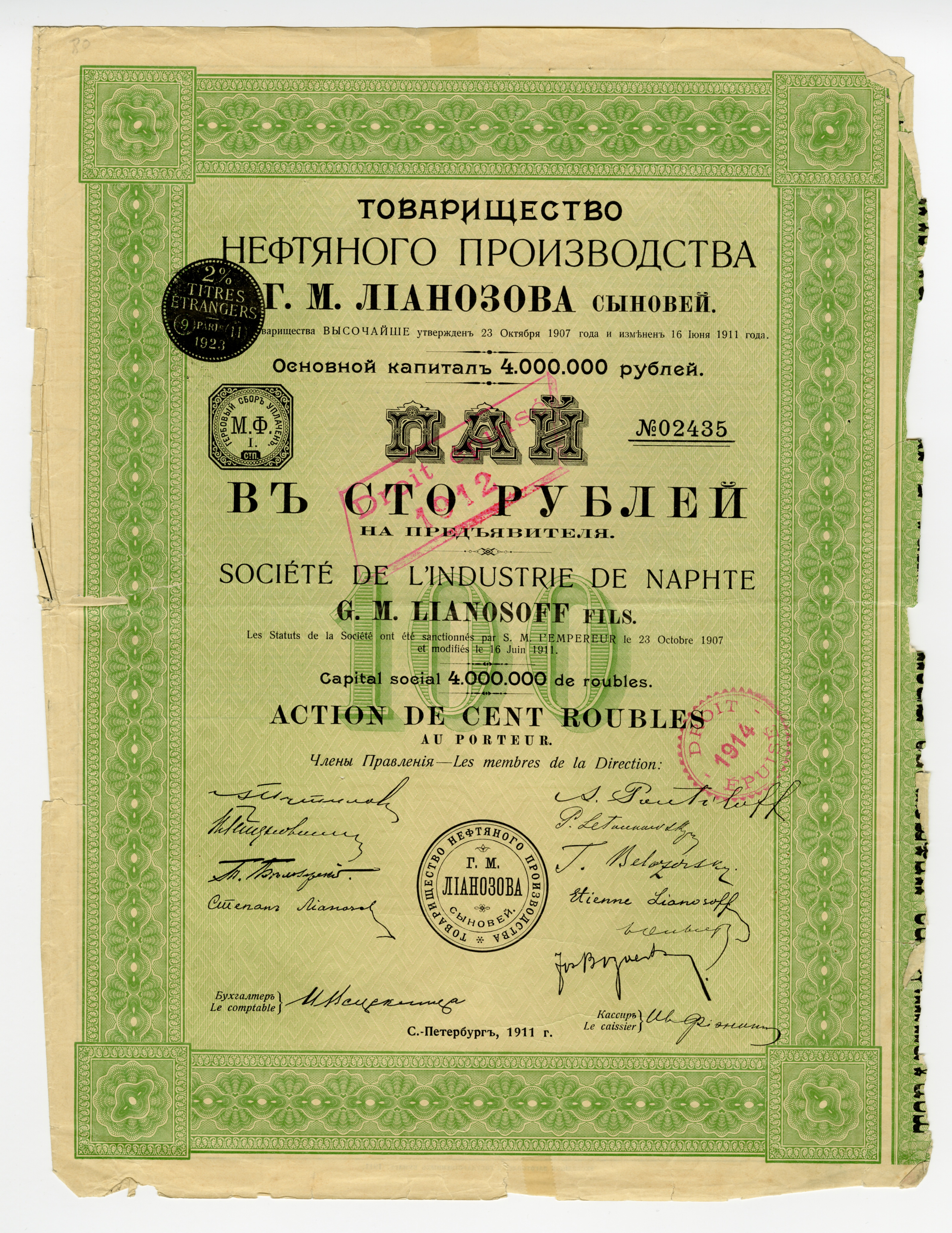
Пай в 100 руб. на предъявителя Товарищества нефтяного производства Г. М. Лианозова сыновей

Товарищество нефтяного производства Г. М. Лианозова сыновей наряду с компаниями Бранобель и Бакинское нефтяное общество считалось одним из «трех китов» российской нефтедобывающей промышленности начала XX в. Устав Товарищества нефтяного производства сыновей Г. М. Лианозова был Высочайше утвержден 23 октября 1907 года, вскоре после смерти самого Георгия Мартыновича Лианозова — известного российского предпринимателя армянского происхождения, потомственного почётного гражданина, действительного статского советника, купца 1-й гильдии, основателя и председателя «Русского нефтепромышленного общества». За годы своей деятельности вплоть до национализации в начале 20-х гг. товарищество активно приобретало новые участки нефтедобычи на территории Бакинского нефтегазоосного района, наращивало масштабы операций по продаже нефтяных продуктов за границу, увеличивало основной капитал и осуществляло дополнительные эмиссии собственных ценных бумаг.
В 1910 году добыча нефти составила 2,133 млн. пудов. Общество стремительно развивалось: уже в 1912 году были куплены нефтепромыслы фирм «А. С. Меликова и Ко», «К. Л. Кванштерн», «Бр. Красильниковы», «Тифлисское товарищество», «Апшеронское нефтяное общество». Компания имела долю в обществе «Шихово», «Нафталанское нефтепромышленное общество», «Каспийское товарищество», «Московско-Кавказское нефтяное промышленно-торговое товарищество».  В том же году вошло в основу созданной С. Г. Лианозовым «Русской генеральной нефтяной корпорацией».
К 1915 году в структуру товарищества входило: обширные нефтяные земли в районе Баку с нефтяными скважинами; там же, в Белом городе — нефтеперерабатывающий керосиновый завод мощностью до 30 млн. пудов нефти/год с резервуарами для хранения нефтепродуктов на 1,5 млн. пудов и керосиновой и мазутной станциями с резервуарами на 500 тыс. и 300 тыс. пудов соответственно, а также наливная станция для загрузки железнодорожных цистерн; на берегу Каспийского моря — водопроводы, нефтепроводы, керосинопроводы, трубопроводы для прокачки масел и нефтяных остатков, нефтеналивная пристань с резервуарами на 300 тыс. пудов; нефтепроводы с пропускной способностью до 10 млн. пудов нефти/год и общей протяжённостью более 10 вёрст в районах Балаханы, Сабунчи, Раманы; в Батуме — резервуары и хранилища для экспорта смазочных масел на более чем 1 млн. пудов (в т.ч. арендованные у общества «Олеум»). В том же году добыча нефти составила 12,9 млн. пудов (по объёмам добычи нефти, компания входила в так называемую "Большую тройку" нефтепромышленных компаний Российской империи, наряду с такими гигантами как «Бранобель» и «Нефть».), основной капитал достиг 30 млн. руб., а активы — 72,58 млн. руб. Являлась одной из крупнейших российских нефтяных компаний.
В том же 1912 году на Николаевском судостроительном заводе Обществом был заказан танкер (нефтеналивной теплоход) грузоподъёмностью более 7,35 т. под названием "Степан Лианозов" и предназначавшийся для транспортировки керосина из Черноморского района в порты Западной Европы. В строй судно вступило уже после революции.
Чистая прибыль за 1913 год составила 2,9 млн. руб. Главными акционерами на тот момент (1915 год) являлись: С. Г. Лианозов, А. И. Путилов, Т. Белозерский и А. И. Манташев.